# Montmorillon
Montmorillon is een gemeente in het Franse departement Vienne (regio Nouvelle-Aquitaine). De plaats is de onderprefectuur van het arrondissement Montmorillon. De gemeente telde 5.867 inwoners op 1 januari 2022.

## Geschiedenis
De plaats werd voor het eerst genoemd in de elfde eeuw. Montmorillon was een heerlijkheid die afhing van de graven van Marche. In de twaalfde eeuw werd de plaats, die op de grens tussen de graafschappen Marche en Poitou lag, versterkt om de oversteek over de Gartempe te bewaken.
Aan het einde van de elfde eeuw werd er door augustijnen een hospitaal gesticht in de stad: het Maison-Dieu. En in de dertiende eeuw werd de Notre-Dame in Montmorillon een kapittelkerk. In de zestiende eeuw werd het kasteel van Montmorillon afgebroken. Na de Hugenotenoorlogen leefde de plaats weer op: het Maison-Dieu werd heropgebouwd, de stad kreeg opnieuw markten en in de achttiende eeuw bouwden rijke burgers hun huizen in de stad.
Na de Franse Revolutie werden de vestingmuren vervangen door wandelboulevards en werd er een nieuwe brug gebouwd. In 1878 werd het station geopend op de spoorlijn Poitiers-Limoges. De gemeente werd uitgebreid met de voormalige gemeenten Concise (1801) en Moussac-sur-Gartempe (1822).

## Geografie
De oppervlakte van Montmorillon bedroeg op 1 januari 2022 57 vierkante kilometer; de bevolkingsdichtheid was toen 102,9 inwoners per km². De Gartempe stroomt door de gemeente.
De onderstaande kaart toont de ligging van Montmorillon met de belangrijkste infrastructuur en aangrenzende gemeenten.

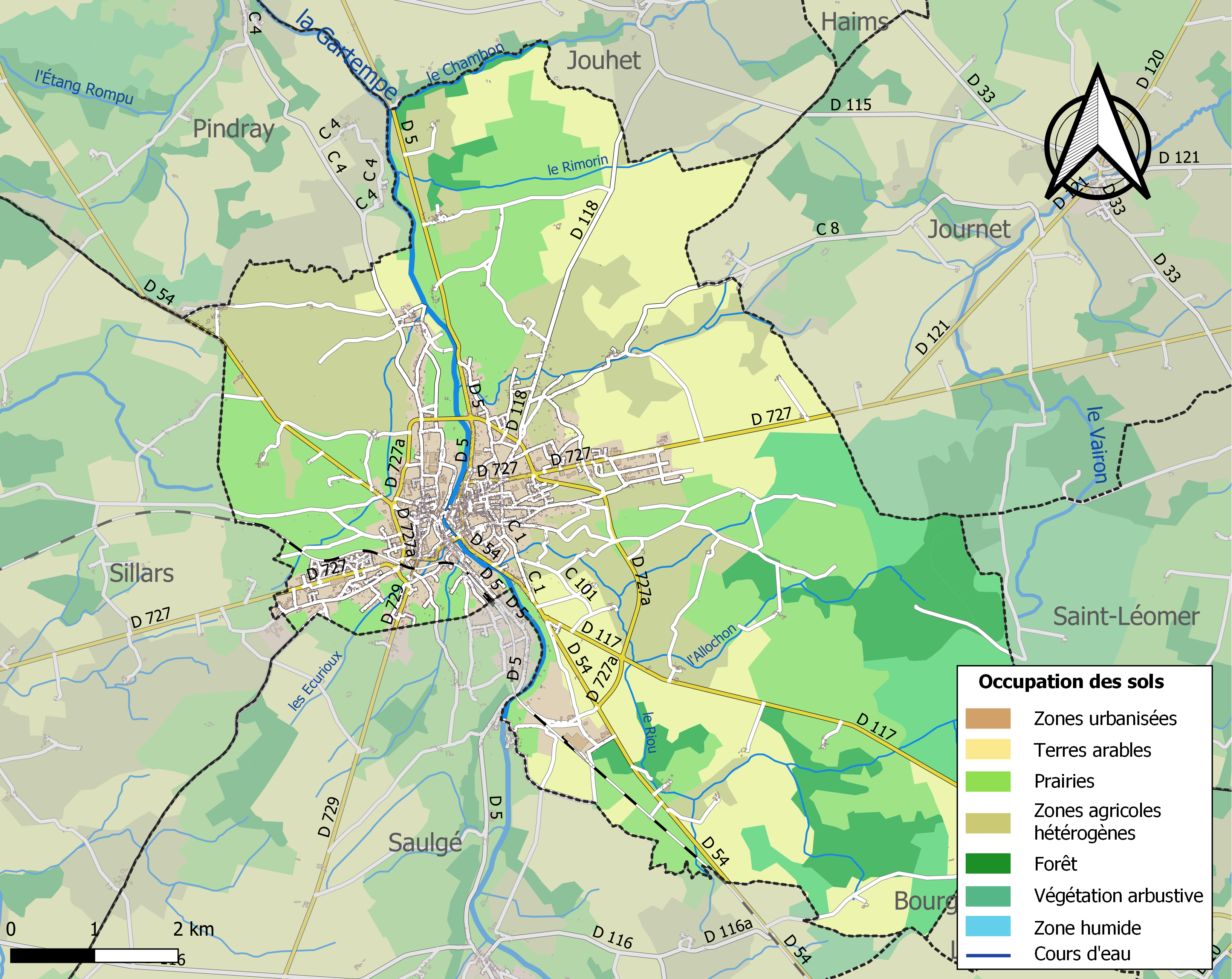

## Verkeer en vervoer
In de gemeente ligt spoorwegstation Montmorillon.

## Demografie
Onderstaande figuur toont het verloop van het inwonertal (bron: INSEE-tellingen).

## Bezienswaardigheden
De gemeente zet zich toeristisch in de kijker als Cité de l’écrit et des métiers du livre. In de achttiende eeuw werd er in de watermolens op de Gartempe papier gemaakt. Vanaf de jaren 1990 wordt er jaarlijk een Salon du livre (boekenbeurs) gehouden. En is de stad is het Musée de la Machine à écrire et à calculer gevestigd, een museum gewijd aan schrijf- en rekenmachines.
Een andere museum is het Musée du Macaron. Macarons zijn sinds de zeventiende eeuw een specialiteit van Montmorillon.

### Afbeeldingen

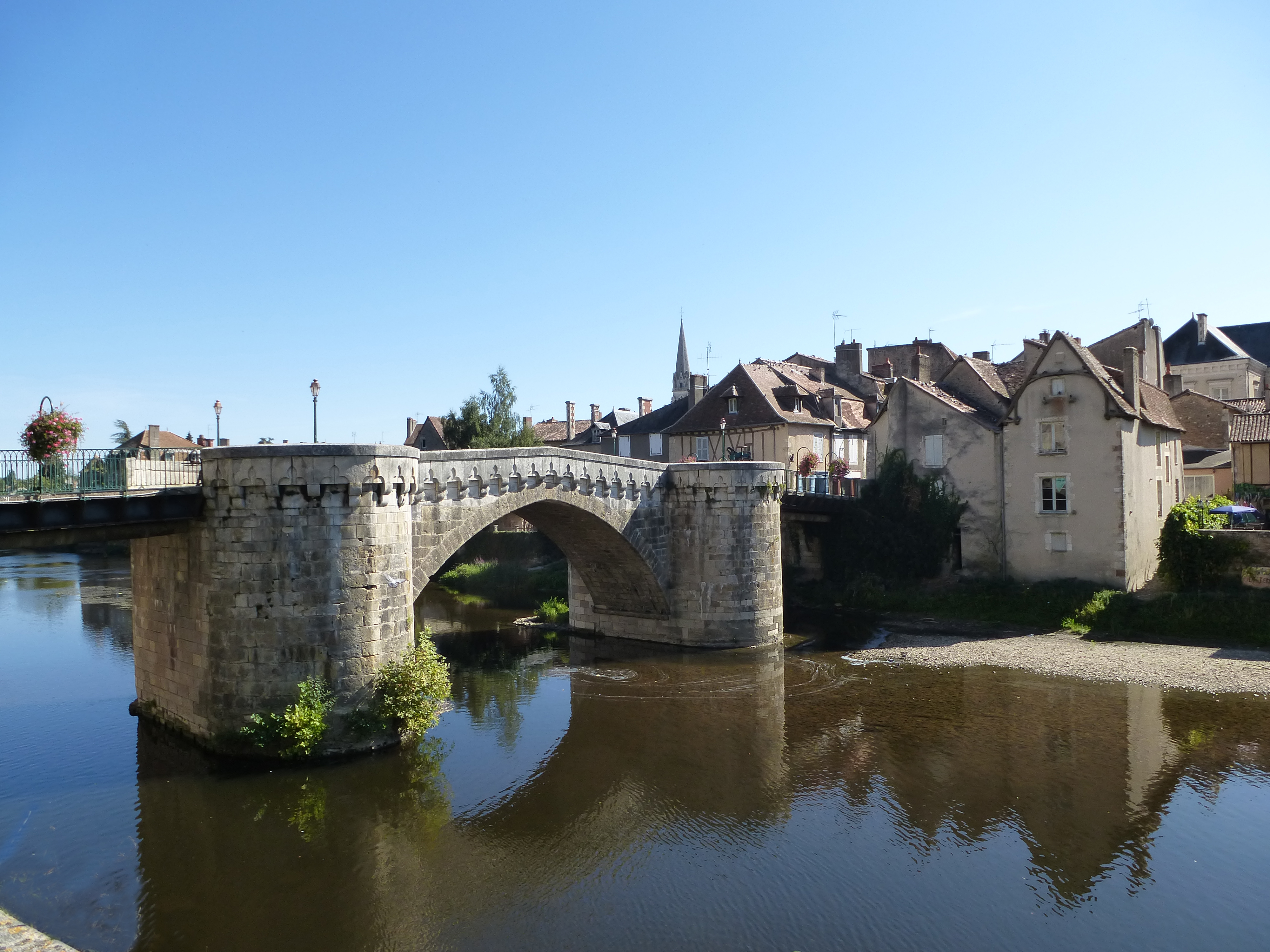
Brug over de Gartempe
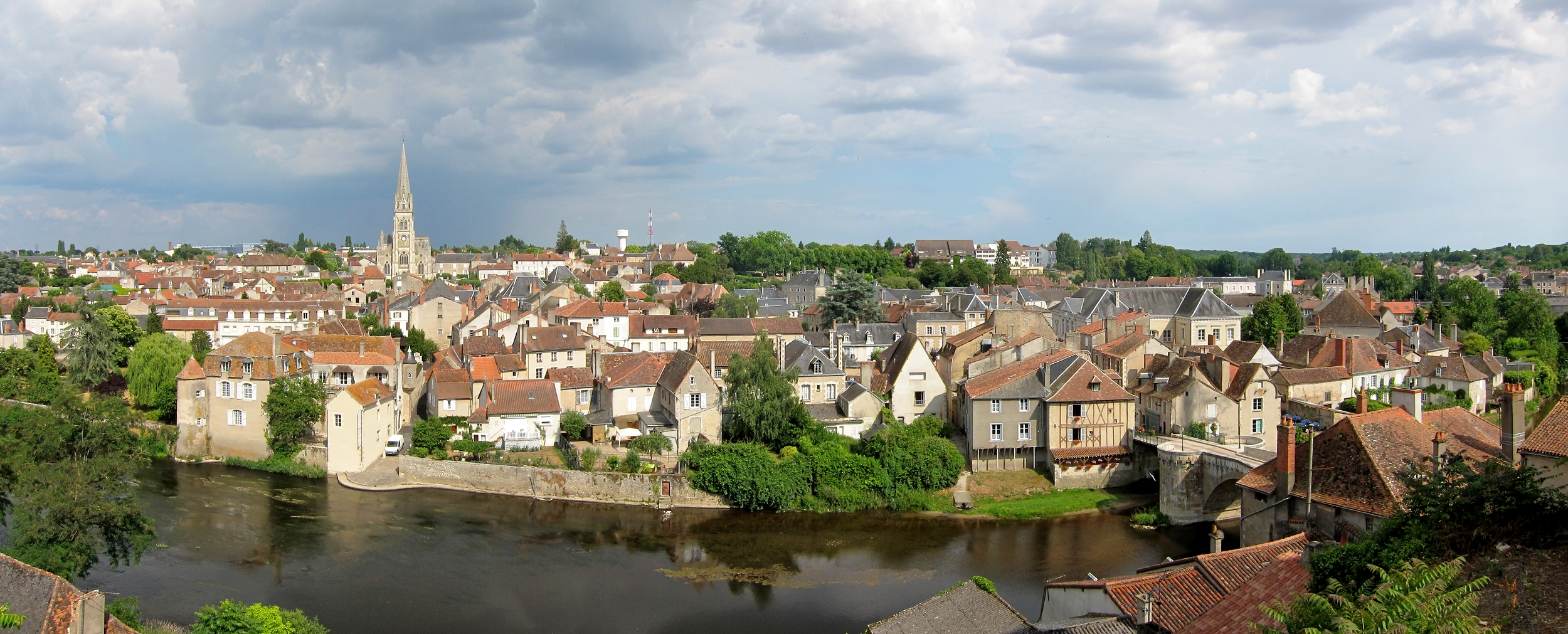
Gezicht op Montmorillon
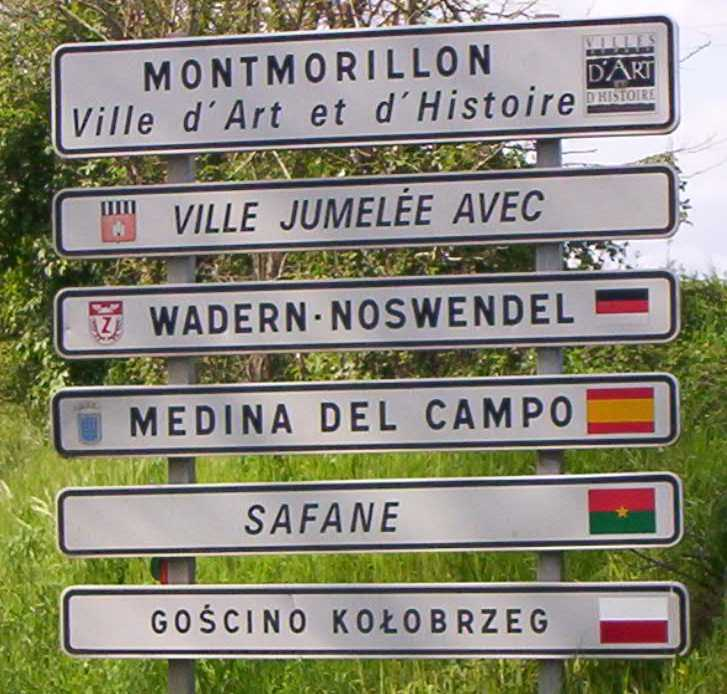
Partnersteden
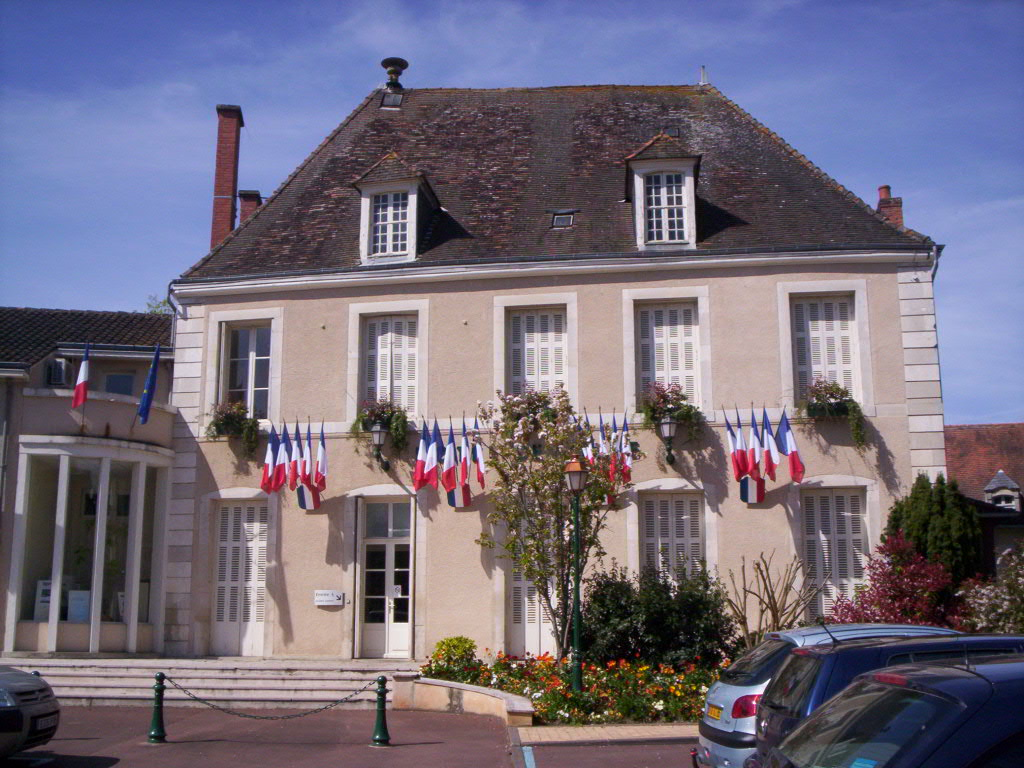
Gemeentehuis

## Geboren in Montmorillon
- Régine Deforges (1935-2014), schrijfster en uitgeefster
- Simon Pagenaud (1984), autocoureur